# KV40
A KV40, no Vale dos Reis, é uma tumba que tem apenas a parte superior acessível e seu ocupante original desconhecido. A tumba está cheia de escombros e não se sabe nada sobre a sua arquitetura. Apesar de a tumba ter sido escavada em 1899 por Victor Loret, mas nenhum artigo foi publicado.